# Lawrence Hugh Aller
Lawrence Hugh Aller (ur. 24 września 1913 w Tacoma, zm. 16 marca 2003) – amerykański astronom i astrofizyk.
Był profesorem uniwersytetów w Kalifornii, Michigan, a także w Toronto. Przedmiotem jego badań był przede wszystkim skład chemiczny Słońca, gwiazd i mgławic planetarnych. Napisał wiele prac z zakresu spektroskopii gwiazdowej.